# Lillian Watson (tennis)
Ne pas confondre avec : Heather Watson, Maud Watson et Phoebe Watson, également joueuses de tennis.
Pour les articles homonymes, voir Lillian Watson et Watson.
Lillian Watson, née le 17 septembre 1857 à Harrow, Angleterre et morte le 27 mai 1918 à Berkswell, Warwickshire, Angleterre, est une joueuse de tennis britannique de la fin du XIXe siècle. De même que l'Américaine Mary Ewing Outerbridge, elle est considérée comme l'une des pionnières de l'histoire de son sport.
Fille d'un vicaire, elle s'aligne en 1884 à la première édition féminine du tournoi de Wimbledon - treize joueuses étant alors en lice pour le titre. Vêtue de jupons et d'un corset, elle est battue en finale dans le simple dames par sa sœur cadette, Maud.
Il faut attendre 2002 pour que deux sœurs s'affrontent à nouveau à ce stade de l'épreuve (Venus et Serena Williams).

## Palmarès (partiel)

### Finale en simple dames
| No | Date       | Nom et lieu du tournoi       | Catégorie | Surface      | Vainqueure  | Score         |          |
| -- | ---------- | ---------------------------- | --------- | ------------ | ----------- | ------------- | -------- |
| 1  | 05/07/1884 | The Championships, Wimbledon | G. Chelem | Gazon (ext.) | Maud Watson | 6-8, 6-3, 6-3 | Parcours |

## Parcours en Grand Chelem (partiel)
Si l’expression « Grand Chelem » désigne classiquement les quatre tournois les plus importants de l’histoire du tennis, elle n'est utilisée pour la première fois qu'en 1933, et n'acquiert la plénitude de son sens que peu à peu à partir des années 1950.

### En simple dames
| Année | - | - | - | - | Wimbledon | Wimbledon   | - | - |
| 1884  | - | - | - | - | Finale    | Maud Watson | - | - |

À droite du résultat, l’ultime adversaire.